# Öster-Bodsjön
Öster-Bodsjön är en sjö i Härjedalens kommun i Härjedalen och ingår i Ljusnans huvudavrinningsområde. Sjön har en area på 0,157 kvadratkilometer och ligger 369,9 meter över havet. Sjön avvattnas av vattendraget Hundsjöån.

## Delavrinningsområde
Öster-Bodsjön ingår i det delavrinningsområde (687158-143009) som SMHI kallar för Utloppet av Öster-Bodsjön. Medelhöjden är 419 meter över havet och ytan är 1,78 kvadratkilometer. Räknas de 8 avrinningsområdena uppströms in blir den ackumulerade arean 40,85 kvadratkilometer. Hundsjöån som avvattnar avrinningsområdet har biflödesordning 3, vilket innebär att vattnet flödar genom totalt 3 vattendrag innan det når havet efter 248 kilometer. Avrinningsområdet består mestadels av skog (71 procent) och sankmarker (19 procent). Avrinningsområdet har 0,16 kvadratkilometer vattenytor vilket ger det en sjöprocent på 8,7 procent.